# Hansan, Malax
Hansan är öar i Finland. De ligger i Norra kvarken och i kommunen Malax i landskapet Österbotten, i den västra delen av landet. Öarna ligger omkring 18 kilometer sydväst om Vasa och omkring 370 kilometer nordväst om Helsingfors.
Arean för den av öarna koordinaterna pekar på är 2,8 hektar och dess största längd är 430 meter i nord-sydlig riktning. Närmaste större samhälle är Vasa, 17,4 km nordost om Hansan.